# Music for a While (album)
Ne doit pas être confondu avec Music for a While.
Albums de Revolver
Let Go
(12 mars 2012)
Music for a While est le premier album du groupe français Revolver sorti le 1er juin 2009 chez Delabel/EMI. 

## Description
L'album est nourri d'influences pop mais aussi de musique classique et vocale, deux membres du groupe étant passés, adolescents, par les chœurs de la maîtrise de Radio-France. Les mélodies s'appuient sur une trame musicale de guitares acoustiques, violoncelle et chants. Les paroles sont en anglais,,
,.

## Accueil
Ce premier album, certifié disque d'or avec 100 000 exemplaires vendus, débouche sur une tournée internationale et fait bénéficier le groupe d'une nomination aux Victoires de la musique.

## Pistes
Toutes les chansons sont composées par Ambroise Willaume ; Christophe Musset et Jérémie Arcache.
| 1.          | Birds in DM         | 3 min 06 s |
| 2.          | Leave Me Alone      | 3 min 20 s |
| 3.          | Balulalow           | 2 min 36 s |
| 4.          | Back to you         | 3 min 32 s |
| 5.          | Untitled # 1        | 3 min 03 s |
| 6.          | Do you have a gun ? | 2 min 24 s |
| 7.          | Luke, Mike & John   | 2 min 55 s |
| 8.          | A song she wrote    | 3 min 18 s |
| 9.          | You drove me home   | 2 min 50 s |
| 10.         | Get around town     | 2 min 20 s |
| 11.         | Untitled # 2        | 3 min 20 s |
| 12.         | It’s alright        | 2 min 47 s |
| 37 min 01 s |                     |            |

En mars 2010, au moment des Victoires de la musique, l'album a été réédité avec un deuxième CD contenant 5 chansons.
| 1.          | This Boy (Live)                               | 2 min 36 s |
| 2.          | Do You Have a Gun? (Demo Version)             | 2 min 05 s |
| 3.          | Have You Seen My New Friends ? (Demo Version) | 3 min 25 s |
| 4.          | Luke, Mike and John (Demo Version)            | 2 min 52 s |
| 5.          | Because (Acoustic Version)                    | 2 min 56 s |
| 13 min 14 s |                                               |            |

### Singles de l'album
- 2009 : Get Around Town
- 2010 : Balulalow
- 2010 : Leave Me Alone